# Valdelageve
Valdelageve település Spanyolországban, Salamanca tartományban. Valdelageve Sotoserrano, Colmenar de Montemayor, Aldeacipreste és Lagunilla községekkel határos. Lakosainak száma 67 fő (2024).

## Népesség
A település népessége az elmúlt években az alábbi módon változott:
| Lakosok száma | 132  | 112  | 97   | 96   | 90   | 85   | 74   | 76   | 66   | 67   |
|               | 2001 | 2004 | 2007 | 2009 | 2012 | 2014 | 2017 | 2019 | 2022 | 2024 |